# Andrés Orozco
Pour les articles homonymes, voir Orozco.
Andrés Orozco, né le 18 mars 1979 à Medellín (Colombie), est un footballeur colombien, évoluant au poste de défenseur central. Au cours de sa carrière, il a joué à l'Independiente Santa Fe, au Deportes Quindío, à l'Independiente Medellín, au Racing Club, au Dorados de Sinaloa, à Morelia, à l'Internacional et à l'Atlético Nacional ainsi qu'en équipe de Colombie.
Orozco ne marque aucun but lors de ses vingt sélections avec l'équipe de Colombie entre 2001 et 2006. Il participe à la Copa América en 2001 et 2004 et à la Gold Cup 2003 avec la Colombie.

## Palmarès

### En équipe nationale
- 20 sélections et 0 but avec l'équipe de Colombie entre 2001 et 2006
- Vainqueur de la Copa América 2001

### Avec l'Independiente Medellín
- Vainqueur du Championnat de Colombie de football en 2002 (Tournoi de clôture)

### Avec l'Internacional
- Vainqueur de la Copa Sudamericana en 2008